# Kansas City Command
I Kansas City Command erano una squadra di Arena Football League con sede a Kansas City, Missouri. La squadra è stata fondata nel 2006 e ha chiuso nel 2012.